# Политика нацистской Германии в отношении гражданского населения на оккупированных территориях СССР

Коллективная фотография военнослужащих вермахта. На школьной доске написано мелом: «Русский должен умереть, чтобы жили мы» (Der Russe muß sterben, damit wir leben). Брянская область, 2 октября 1941

Поли́тика наци́стской Герма́нии в отноше́нии гражда́нского населе́ния на оккупи́рованных террито́риях СССР — процесс взаимоотношений между немецкой администрацией и гражданским населением на территориях СССР, оккупированных нацистской Германией в ходе Великой Отечественной войны, предусматривавшая террор в отношении советских граждан и использование их принудительного труда.

## Идеологические предпосылки
Нацистская расовая доктрина включала идею, что евреи («семитская раса») являются расово неполноценными антиподами и естественными врагами «арийской расы господ», «недочеловеками», а славяне — представителями «низшей расы», потомками «арийцев» и «азиатских рас» (включая «финскую расу»), выродившимися до состояния «недочеловеков» в результате расового смешения и влияния азиатской крови.
Адольф Гитлер заявлял:

Мы обязаны истреблять население, это входит в нашу миссию охраны германского населения. Нам придется развить технику обезлюживания. Если меня спросят, что я подразумеваю под обезлюживанием, я отвечу, что имею в виду уничтожение целых расовых единиц. Именно это я и собираюсь проводить в жизнь, — грубо говоря, это моя задача. Природа жестока, следовательно, мы тоже имеем право быть жестокими. Если я посылаю цвет германской нации в пекло войны, без малейшей жалости проливая драгоценную немецкую кровь, то, без сомнения, я имею право уничтожить миллионы людей низшей расы, которые размножаются, как черви.

## Содержание политики
Гигантское пространство, естественно, должно быть как можно скорее замирено. Лучше всего этого можно достигнуть путем расстрела каждого, кто бросит хотя бы косой взгляд.
Фельдмаршал Кейтель подчеркивает, что надо сделать местное население ответственным за свои собственные дела, так как, естественно, невозможно ставить охрану для каждого сарая, для каждого вокзала. Местные жители должны знать, что будет расстрелян всякий, кто проявляет бездействие, и что они будут привлекаться к ответственности за всякий проступок.
— Из протокольной записи совещания А. Гитлера с руководителями рейха о целях войны против Советского Союза, 16 июля 1941 года
В ответ на любые действия партизан, диверсантов, террористов на оккупированных нацистской Германией территориях (особенно на территории СССР) оккупанты осуществляли массовые казни как заранее взятых заложников, так и мирных жителей, захваченных после таких действий. Так, в сентябре 1941 года начальник Верховного командования вооружённых сил нацистской Германии Вильгельм Кейтель приказывал:

Для того чтобы в зародыше задушить недовольство, необходимо при первых же случаях незамедлительно принимать самые решительные меры для того, чтобы укрепить авторитет оккупационных властей и предотвратить дальнейшее распространение движения. При этом следует иметь в виду, что человеческая жизнь в соответствующих странах в большинстве случаев ничего не стоит и что устрашающего действия можно добиться лишь с помощью исключительно жестких мер. Искуплением за жизнь каждого немецкого солдата в таких случаях должна служить, как правило, смертная казнь 50—100 коммунистов. Способы этих казней должны ещё увеличивать степень устрашающего воздействия.
— Приказ В. Кейтеля от 16.9.41 относительно: коммунистического повстанческого движения на оккупированных территориях

Витебская область. 1943 год. Мирные жители, выгнанные из своих домов карателями

Так, в феврале-марте 1943 года во время операции «Зимнее волшебство» по подозрению в связи с партизанами на территориях Белорусской ССР и РСФСР, находившихся в районе треугольника Себеж — Освея — Полоцк, были убиты, как минимум, 3904 мирных жителя. Войдя в деревню, каратели расстреливали всех, кого можно было подозревать в принадлежности к партизанам (таковыми считались практически все жители-мужчины в возрасте от 16 до 50 лет), а также стариков и инвалидов, которым был не по силам долгий пеший марш. Остальные — в основном женщины с детьми — направлялись пешком к месту так называемого «второго шлюзования». Тех, кто обессилел в пути, расстреливали.

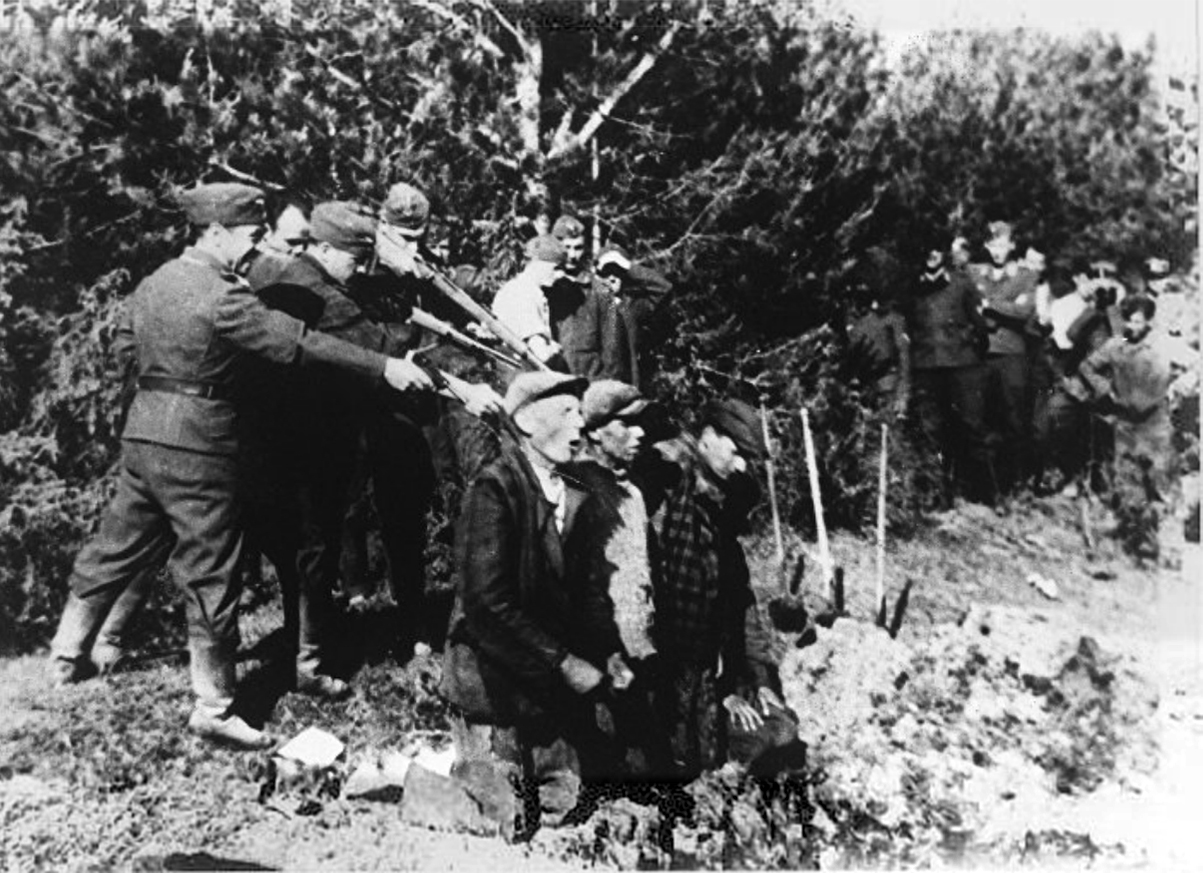
Айнзатцгруппа расстреливает евреев, Каунас, 1942 год.

Политика нацистской Германии в отношении советских граждан проводилась в соответствии с планом голода (план статс-секретаря Имперского министерства продовольствия и сельского хозяйства Герберта Бакке) и генеральным планом «Ост», подразумевавшими частичное уничтожение гражданского населения, часто называемое геноцидом славянской, а также еврейской части советского народа (в советской, российской и немецкой историографии это понятие, в отличие от Холокоста, не было сформулировано и не является научным и общепризнанным), выселение и порабощение широких масс славянского населения, а также «окончательное решение еврейского вопроса» на территории СССР (Холокост на территории СССР).
Для того, чтобы спровоцировать ненависть к гражданскому населению СССР и оправдать издевательства над ним и его уничтожение в любых возможных формах (сексуальные преступления, убийства, другие особо тяжкие преступления, преступления против человечности и проявления садизма), использовались идеологические пропагандистские клише о том, что все славяне — это «недочеловеки», «русские свиньи», «коммунисты», «рабы», к которым нет и не может быть пощады.

### В период наступления
В пропагандистском бюллетене № 112, выпущенном отделом пропаганды вермахта в июне 1941 года сразу после нападения на СССР (такие бюллетени зачитывались личному составу всех частей вермахта), цели войны были указаны так:

Необходимо ликвидировать красных недочеловеков вкупе с их кремлёвскими диктаторами. Германскому народу предстоит выполнить самую великую задачу в своей истории, и мир ещё услышит о том, что данная задача будет выполнена до конца.
С другой стороны, для содействия в осуществлении своих планов и последующей помощи в управлении гражданским населением нацисты призывали в свои ряды сочувствующих им граждан СССР, используя их ненависть к Советской власти, национально-освободительную борьбу украинского, казачьего, русского коллаборационизма, а также страх перед оккупантами и пораженческие настроения.
16 сентября 1941 года Гитлер в рейхсканцелярии в беседе с немецким послом в Париже Отто Абецем, касаясь блокады Ленинграда, заявил:

Ядовитое гнездо Петербург, из которого в Балтийское море так долго ключом бьёт яд, должен исчезнуть с лица земли. Город уже блокирован; теперь остаётся только обстреливать его артиллерией и бомбить, пока водопровод, центры энергии и всё, что необходимо для жизнедеятельности, не будут уничтожено. Азиаты и большевики должны быть изгнаны из Европы. Период 250-летнего азиатства должен быть закончен.
Мартин Борман утверждал:

Славяне должны на нас работать. В той мере, в какой они нам не нужны, они могут вымирать. Поэтому обязательное проведение прививок и медицинское обслуживание со стороны немцев является излишним. Размножение славян нежелательно. Они могут пользоваться противозачаточными средствами и делать аборты, и чем больше, тем лучше. Образование опасно. Для них достаточно уметь считать до ста. В лучшем случае приемлемо образование, которое готовит для нас полезных марионеток.
Ключевым методом исполнения плана по порабощению советского гражданского населения стал угон мирного населения на работу в Германию, где в отношении подневольных советских рабочих использовались те же методы устрашения и издевательств, что и на оккупированной территории СССР.
| Республики         | Число угнанных на работы в Германию |
| ------------------ | ----------------------------------- |
| РСФСР              | 1 906 661                           |
| Украинская ССР     | 2 402 234                           |
| Белорусская ССР    | 399 374                             |
| Литовская ССР      | 160 019                             |
| Латвийская ССР     | 279 615                             |
| Эстонская ССР      | 74 226                              |
| Молдавская ССР     | 47 242                              |
| Карело-Финская ССР | 142                                 |
| Всего              | 5 269 513                           |

В целях противодействия нацистской политике часть гражданского населения организовала вооружённое сопротивление захватчикам, сформировав партизанские отряды, препятствовавшие проведению угона мирного населения на работу в Германию и уничтожавшие немецкую и коллаборационную администрации.

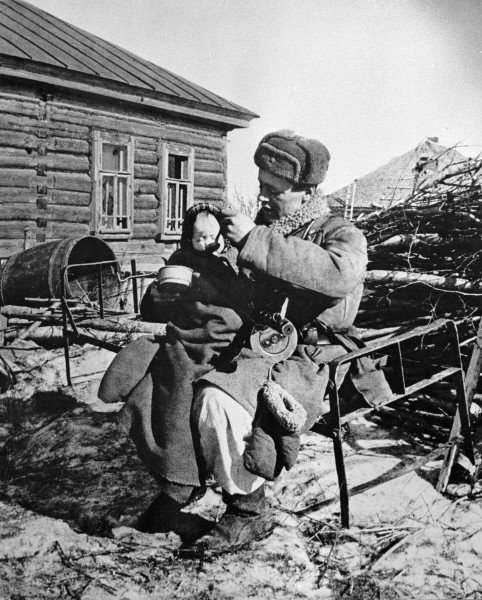
Советский солдат кормит ребёнка, у которого убили мать. 1 октября 1943 года

Результатами проведения нацистской политики стали потери гражданского населения в размере 13 млн 684 тысяч 692 человек вследствие гуманитарной катастрофы, бомбёжек, военных преступлений нацистов и коллаборационистов, угона мирных жителей на работы в Германию, повышенной смертности, голода, а также блокады Ленинграда. В том числе преднамеренно истреблено оккупантами на захваченной территории 7 млн 420 тысяч 379 человек, умерло и погибло от голода и болезней 4,1 млн, погибло на принудительных работах в Германии 2 млн 164 тысячи 313 человек. 451,1 тысяч человек не вернулись на родину и стали эмигрантами. Указанные потери не учитывают жертв массированных бомбардировок в прифронтовой полосе. Так, только в Сталинграде во время наступления вермахта на город в августе 1942 года при бомбёжках погибло около 40 тысяч мирных жителей. На десятки тысяч идёт счёт жертв бомбардировок Харькова, Севастополя, Одессы, Новороссийска, Смоленска, Тулы и других советских городов.

### В период отступления
Отступление немецких войск с территории СССР сопровождалось массовым угоном мирного населения в Германию, на тыловые территории Рейха, в результате которого за границей оказались сотни тысяч гражданских лиц. Так, в ходе обязательной эвакуации населения Риги 2—3 октября 1944 года вывозу подлежали все жители от 14 до 55 лет: из 200-тысячного населения города к отправке в Германию было приговорено 120—150 тысяч человек.

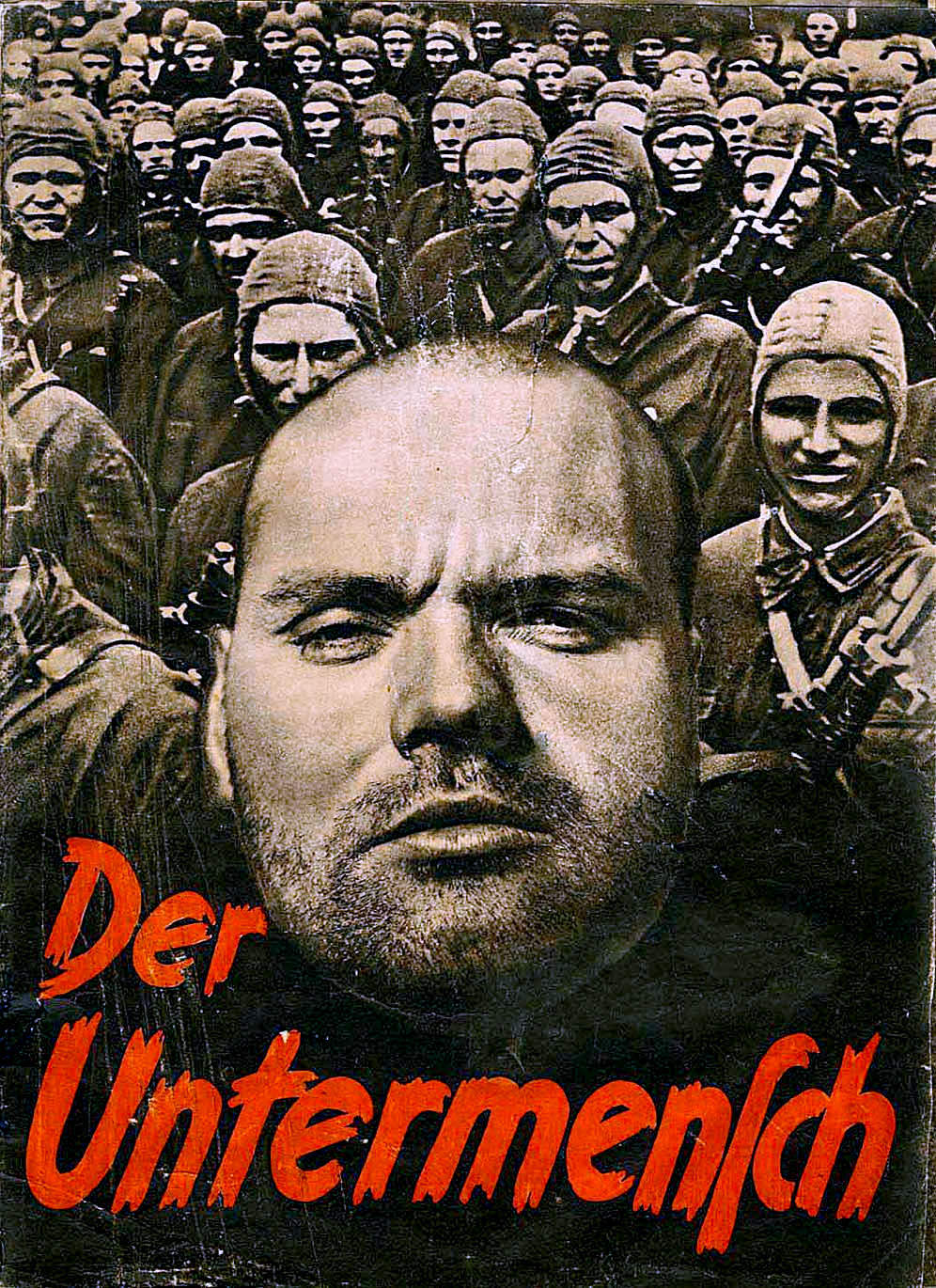
Брошюра 1942 года «Недочеловек» («Der Untermensch»), изданная по распоряжению рейхсфюрера СС Генриха Гиммлера
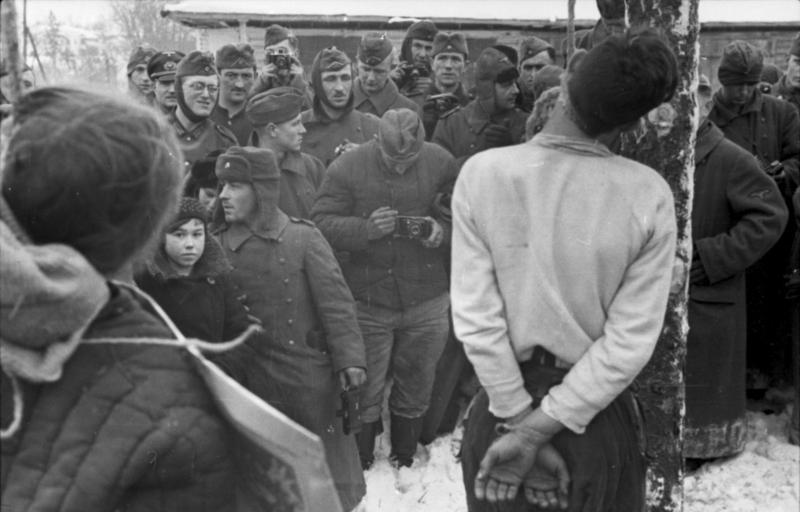
Немецкие солдаты фотографируют казнь партизан, 1941
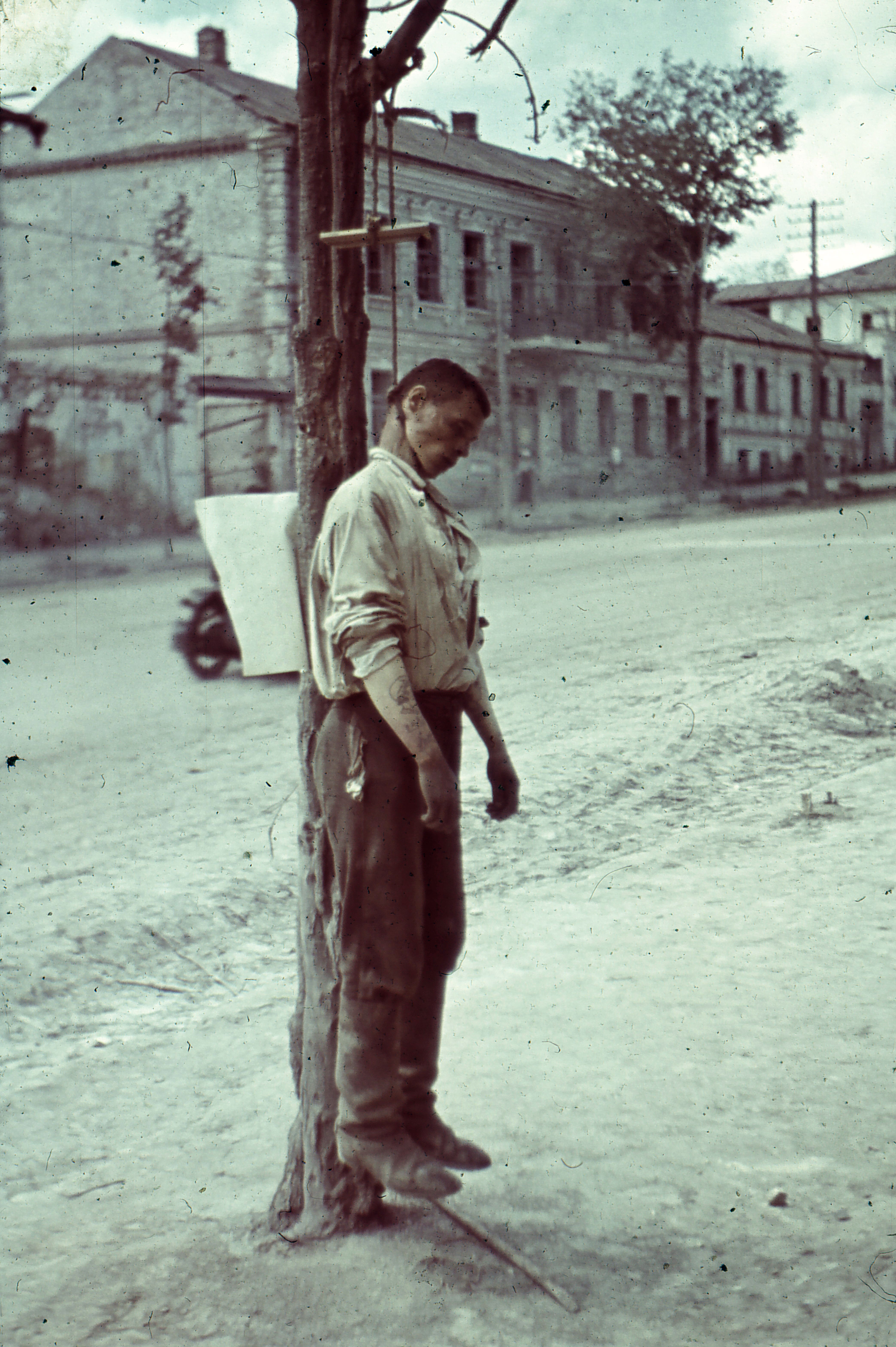
Старый Оскол, улица Ленина, 1942
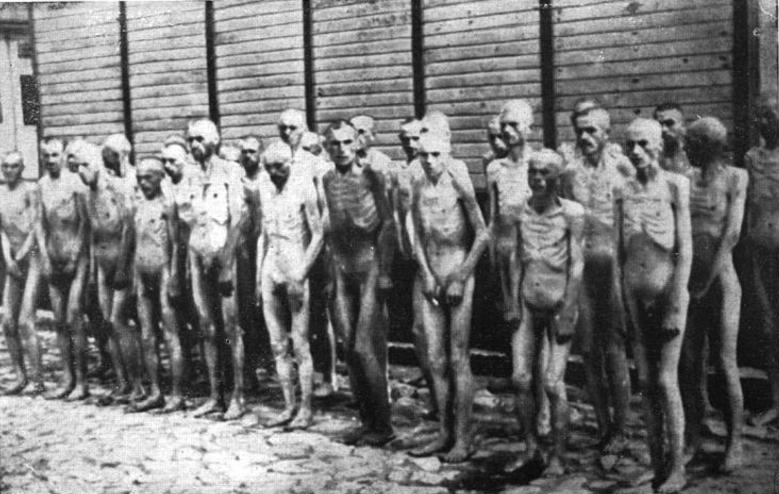
Советские военнопленные в концлагере Маутхаузен
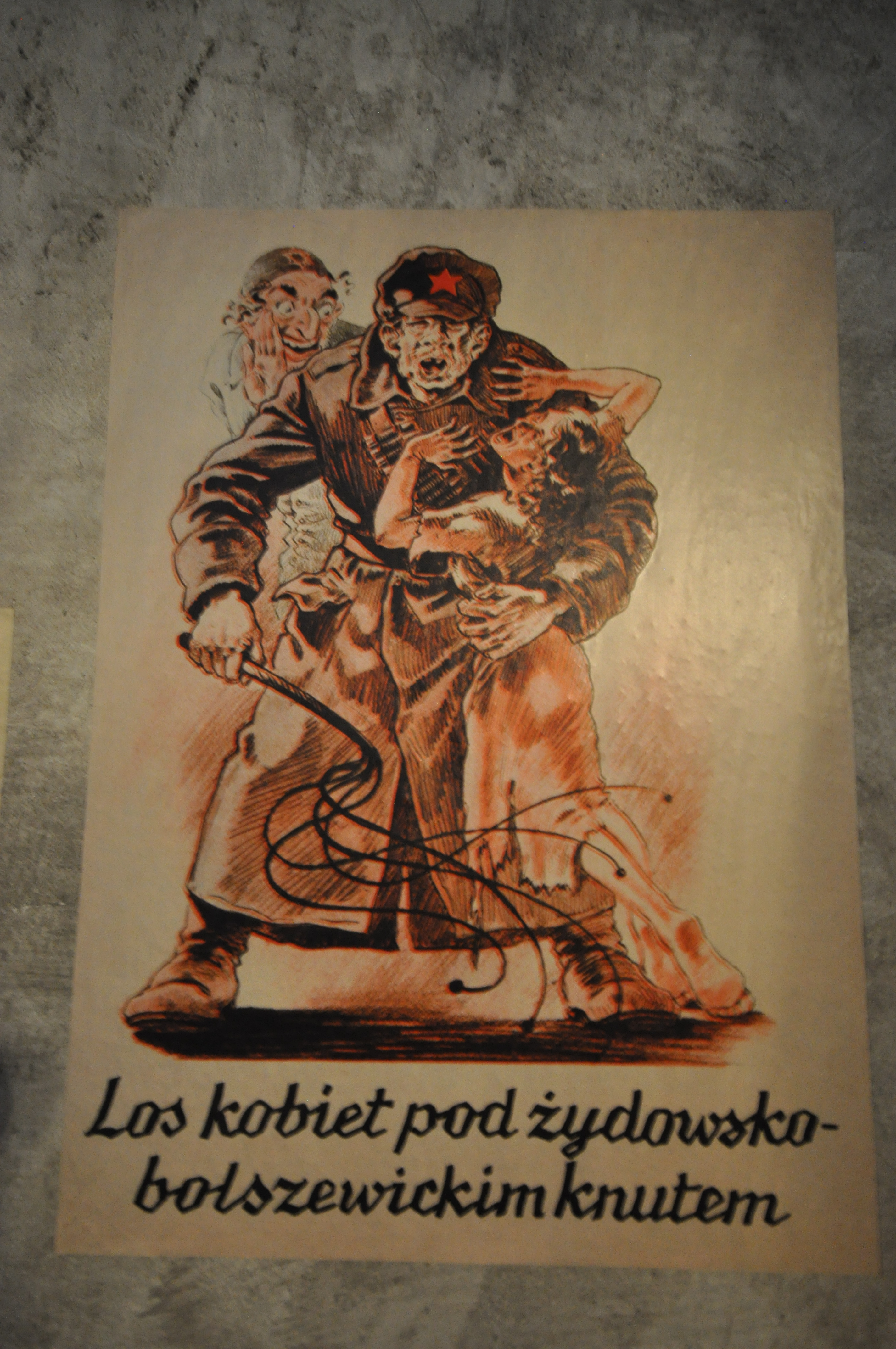
Нацистский плакат на польском языке «Судьба женщины под еврейско-большевистским кнутом». Еврей направляет «недочеловека»

## Расследования
Поиском, сбором и документированием тяжких последствий бесчеловечного отношения оккупационных властей и коллаборационистов к гражданскому населению СССР и причинённого ими ущерба гражданам, колхозам, общественным организациям, государственным предприятиям и учреждениям СССР, для дальнейшего привлечения преступников к ответственности, занималась Чрезвычайная государственная комиссия по установлению и расследованию злодеяний немецко-фашистских захватчиков. Материалы, собранные этой комиссией, являются главными доказательствами уничтожения гражданского населения и издевательств над советскими гражданами со стороны немецких солдат и коллаборационистов и были основными доказательствами стороны обвинения на Нюрнбергском процессе. В его ходе на суд мировой общественности были представлены многочисленные и исчерпывающие свидетельства об инструментах, методах, последствиях и результатах выполнения Вермахтом и оккупационными властями планов по очищению территории СССР от его «расово неполноценного» населения.
В результате многочисленных судебных процессов, как в СССР (Харьков, Краснодар, Минск и другие города), так и за его пределами (Нюрнберг), над военными преступниками, участвовавшими в истреблении гражданского населения на оккупированных Третьим Рейхом территориях СССР, было приговорено к смертной казни большое число руководителей Германии (в том числе лидеры национал-социалистического движения Герман Геринг, Иоахим фон Риббентроп, Вильгельм Кейтель, Эрнст Кальтенбруннер и др.) и коллаборационистов (Пётр Краснов, Андрей Шкуро, Тимофей Доманов и др.). Поиск и привлечение к ответственности военных преступников, скрывавшихся от правосудия, продолжался в советские годы и позднее (см. Тонька-пулемётчица).
Следственный комитет Российской Федерации считает, что все военные преступления оккупантов в отношении мирного населения СССР следует объединить в одно уголовное дело — о геноциде советского народа. Впервые термин «геноцид» в этом ключе был употреблен в октябре 2020 года. Солецкий районный суд Новгородской области впервые в истории российского судопроизводства признал геноцидом массовые убийства советских граждан в период Великой Отечественной войны — по факту расправ в деревне Жестяная Горка Новгородской области. По мнению суда, они были частью плана нацистской Германии по «освобождению» территорий от местного мирного населения и их последующей немецкой колонизации.
В годы войны около 13,5 миллиона мирных жителей Советского Союза или были целенаправленно убиты, или умерли от жестоких условий оккупационного режима (голод, инфекционные болезни, отсутствие медицинской помощи и др.), или погибли на принудительных работах в Германии. Отмечается, что были расследованы не все подобные факты, установлены и привлечены к суду не все виновные.
В июле 2021 года по инициативе генерального прокурора России Игоря Краснова прокурор Псковской области Иван Грибов направил заявление в Псковский областной суд. Надзорное ведомство добивается признания преступлений, совершённых оккупационным режимом в годы Великой Отечественной войны в Псковской области, геноцидом народов Советского Союза.
В 2020 году в районе деревень Моглино и Глоты Псковского района, на территории базы отдыха «Раздолье» во Пскове, а также в лесном массиве между улицами Луговая и Пограничная во Пскове обнаружили массовое захоронение мирных жителей и военнопленных времен Великой Отечественной войны. В ходе многодневной кропотливой работы прокуроры изучили материалы, связанные с обнаружением захоронения, архивные документы.
Всего на территории нынешней Псковской области за период временной оккупации немецкими войсками, было расстреляно более 42,5 тысяч мирных советских граждан, повешено 776, умерли после истязаний и пыток и сожжены заживо — более 7,6 тысяч, погибли более 329,4 тысяч советских военнопленных.
Благодаря последним раскопкам поисковых отрядов и рассекречиванию архивов, стали известны подробности трагических событий в Новгородской, Псковской, Ростовской, Брянской областях, Краснодарском крае, связанные с массовыми казнями мирного населения. Возбуждены уголовные дела об уничтожении более 30 тысяч советских граждан.
В ноябре 2021 года Федеральная служба безопасности рассекретила архивные документы о преступлениях оккупантов в 1941 году на территории Калининской (ныне Тверской) области. В числе опубликованных архивных документов — более чем 50-страничная справка «О разрушениях и зверствах, произведенных немецко-фашистскими захватчиками во время оккупации города Калинина», которая была составлена в марте 1943 года управлением НКВД по Калининской области. Основную часть документа занимают многочисленные факты бесчеловечных расправ оккупантов над мирными жителями.
В конце ноября 2021 года стало известно, что Белоруссия и Россия планируют сформировать международную следственную группу по расследованию уголовного дела о геноциде белорусского населения в годы Великой Отечественной войны. Об этом сообщил генеральный прокурор Белоруссии Андрей Швед на встрече с послом Израиля в Минске Алексом Гольдманом-Шайманом.
В марте 2023 года Госдума РФ приняла заявление о признании преступлений немецких оккупантов и их пособников в отношении мирного населения СССР — геноцидом народов Советского Союза. В документе также говорится, что решения принятые судами Брянской, Ленинградской, Новгородской, Орловской, Псковской и Ростовской областей, Санкт-Петербурга, Республики Крым, Краснодарского и Ставропольского краев «однозначно квалифицируют преступные деяния гитлеровцев и их пособников как геноцид национальных, этнических и расовых групп, представлявших собой население СССР».
25 мая 2023 года российская прокуратура обратилась в Московский областной суд, чтобы признать военными преступлениями и преступлениями против человечности, а также геноцидом против советского народа установленные и вновь выявленные преступления, совершенные немецкими оккупантами в Московской области в период с октября 1941 по январь 1942 года. В заявлении также говорилось о необходимости защищать национальные интересы России при восстановлении исторической справедливости.

## Реабилитация части осуждённых немецких граждан после распада СССР
В 1992—1998 годах в России органами военной прокуратуры был отменён ряд приговоров в отношении немецких военных преступников, совершивших преступления на советской территории. Историк В. П. Мотревич отметил, что в 1990-е годы часть осуждённых военнопленных приходилось реабилитировать и причислить к жертвам политических репрессий в силу того, что при их осуждении были нарушены процессуальные нормы (не было защитника и др.). При этом виновность реабилитированных Главной военной прокуратурой военнопленных была подчас несомненна. Мотревич привёл несколько примеров таких реабилитированных. Обер-ефрейтор Г. Бицингер участвовал в карательных операциях против мирного населения в Крыму и в ходе проведённой с его участием операции в Аджимушкайских каменоломнях было убито более 600 мирных граждан. Полковник Ганс Герцог был осуждён на 25 лет исправительно-трудовых лагерей за карательные операции против белорусских партизан. Он категорически отказался работать в лагере и заставить его трудиться не смогли. В мае 1992 года Герцога реабилитировали на основании закона «О реабилитации жертв политических репрессий».
Конкретные причины мотивов прокуратуры при вынесении решения о реабилитации немецких граждан могли вообще отсутствовать в решении о реабилитации. Историк А. Е. Епифанов, изучив дела реабилитированных, отметил, что иногда решения о реабилитации прокуратурой вовсе не мотивировались. Епифанов также обнаружил, что часто решение о реабилитации выносилось лишь на том основании, что вина иностранного преступника основана только на его признании (не подкреплённом иными доказательствами). При этом в большинстве случаев сотрудники военной прокуратуры при принятии решения о реабилитации руководствовались только материалами уголовного дела преступника, не истребуя какие-либо дополнительные материалы, чтобы подтвердить или опровергнуть его вину.
За период с 18 октября 1991 года по январь 2001 года органы военной прокуратуры (по собственным данным) на основании Закона «О реабилитации жертв политических репрессий» рассмотрели более 17569 обращений иностранцев (в основном немцев). В результате 13035 иностранцев были признаны жертвами политических репрессий и реабилитированы, а 4534 иностранцам в реабилитации было отказано. Историк А. Е. Епифанов отмечает, что большинство этих лиц было привлечено как раз за злодеяния, совершённые в годы Великой Отечественной войны.

## В культуре
Политика оккупационных властей в отношении гражданского населения СССР нашла отражение в советской и российской культуре. В фильмах и художественной прозе на военную тематику («Сыновья уходят в бой», «Война под крышами», «Бабье царство», «Восхождение» и др.) были отражены оккупационный террор, жестокое обращение с мирными гражданами, доходившее до зверств, а также истребление советского гражданского населения. По мнению критиков, наиболее точно отобразил отношение оккупационного режима к мирным советским людям Элем Климов в фильме «Иди и смотри» (1985).